# Djup-Hörningen
Djup-Hörningen är en sjö i Oskarshamns kommun i Småland och ingår i Viråns huvudavrinningsområde.